# 宽仁院旧址
宽仁院旧址，位于山东省威海市环翠区海滨中路，是中华人民共和国山东省文物保护单位之一。
1992年6月12日，授予山东省文物保护单位，是一座古建筑及历史纪念建筑。